# Ishi
Ishi, także Iszi (ur. około 1861, zm. 25 marca 1916) – ostatni znany członek ludu Yana, ze szczepu Yahi, zamieszkującego tereny Kalifornii w USA. Pozostała część ludu zginęła w wyniku ludobójstwa. Ishi był powszechnie uważany za ostatniego dzikiego Indianina. Przeżył większą część swojego życia w izolacji od nowoczesnej amerykańskiej kultury. W 1911 roku w wieku 50 lat pojawił się u podnóża Lassen Peak.
Słowo ishi oznacza „człowiek” w języku ludu Yana. To nazwa przyjęta przez antropologa Alfreda Kroebera. Prawdziwe imię mężczyzny nie jest znane, gdyż tradycja jego ludu wymagała, aby ten nie wymawiał swojego imienia, dopóki nie zostanie formalnie wprowadzony do towarzystwa przez innego przedstawiciela plemienia.
Ishi spędził pięć lat w Uniwersytecie Kalifornijskim w Berkeley, gdzie był zatrudniony jako asystent badawczy. Mieszkał w budynku uniwersyteckim w San Francisco. Jego życie było przedstawiane i omawiane w wielu książkach i innych tekstach kultury.

## Historia
Przed kalifornijską gorączką złota w latach 1848–1855 populacja Yahi liczyła 404 osoby, ale łączna liczba Yana w większym regionie wynosiła 2997. Gorączka złota sprowadziła dziesiątki tysięcy górników i osadników do północnej Kalifornii, wywierając presję na rdzennej ludności. Wydobycie złota uszkodziło zasoby wodne i zabiło ryby, a jelenie opuściły ten teren. Osadnicy przywieźli ze sobą nowe choroby zakaźne, takie jak ospa i odra. Północna grupa Yana wymarła, podczas gdy liczebność środkowej i południowej grupy dramatycznie spadła. W poszukiwaniu pożywienia weszli w konflikt z osadnikami, którzy wyznaczyli za rdzenną ludność nagrody w wysokości 50 centów za skalp i 5 dolarów za głowę. W 1865 roku osadnicy zaatakowali Yahi podczas masakry na Trzech Pagórkach, w której zginęło 40 członków plemienia. Ostatni ocaleni ukrywali się przez następne kilkadziesiąt lat. Powszechnie uważano, że plemię wymarło.
Szacuje się, że po tej masakrze cała grupa kulturowa Yana/Yahi mogła liczyć około 60 osób. W latach 1859–1911 grupa, w której przeżył Ishi, była coraz bardziej infiltrowana przez przedstawicieli Indian spoza Yahi, takich jak Wintun, Nomlaki i Pit River. W 1879 roku rząd federalny założył indiańskie szkoły z internatem w Kalifornii. Niektórzy mężczyźni z rezerwatów zostali renegatami. Ochotnicy wśród osadników i żołnierzy przeprowadzili w tym okresie dodatkowe kampanie przeciwko plemionom Indian z północnej Kalifornii. Pod koniec 1908 grupa geodetów natknęła się na obóz dwóch mężczyzn, kobiety w średnim wieku i starszej kobiety. Byli to odpowiednio Ishi, jego wujek, jego młodsza siostra i matka. Pierwsza trójka uciekła, podczas gdy druga kobieta ukryła się w kocach, aby uniknąć wykrycia, ponieważ była chora i nie mogła uciec. Geodeci splądrowali obóz, a matka Ishi zmarła wkrótce po jego powrocie. Jego siostra i wujek nigdy nie wrócili.

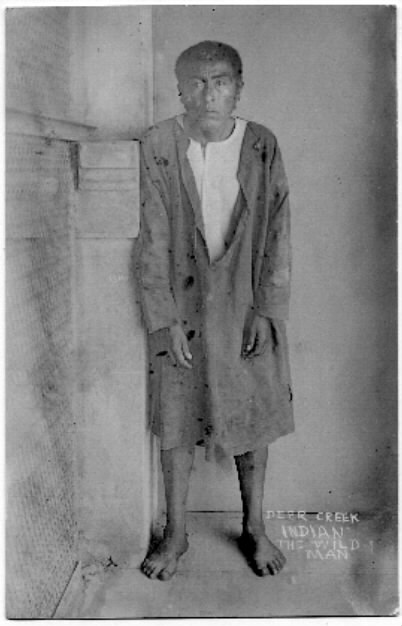
Ishi po schwytaniu, ok. 29 sierpnia 1911

Ishi spędził kolejne trzy lata samotnie w dziczy. Wygłodzony i nie mając dokąd pójść, Ishi, w wieku około 50 lat, pojawił się 29 sierpnia 1911 w tylnej zagrodzie rzeźni Charles Ward w pobliżu Oroville w Kalifornii, po pożarach lasów w okolicy. Został znaleziony przed zachodem słońca przez Floyda Hefnera, syna właściciela mleczarni z sąsiedztwa (który był w mieście), gdy poszedł zaprzęgać konie do wozu, by wracać do Oroville. Wśród pracowników rzeźni, którzy byli świadkami znalezienia Ishiego, był Lewis „Diamond Dick” Cassings. Gdy przybył szeryf J.B. Webber, polecił Adolphowi Kesslerowi, dziewiętnastoletniemu pracownikowi rzeźni, zakuć Ishiego w kajdanki.

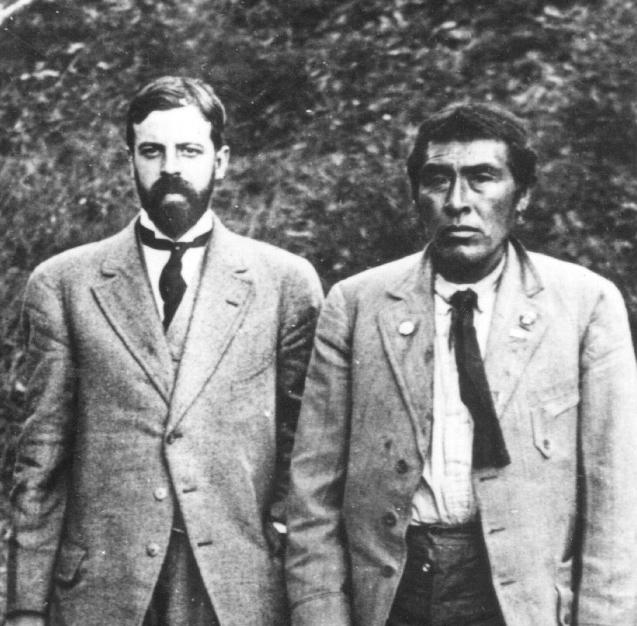
Ishi z antropologiem Alfredem Kroeberem

„Dziki człowiek” rozbudził wyobraźnię i przyciągnął uwagę tysięcy gapiów i poszukiwaczy ciekawostek. Profesorowie antropologii z Uniwersytetu Kalifornijskiego w Berkeley przeczytali o nim i „przywieźli go” do Affiliated Colleges Museum. Umieścili w starym budynku szkoły prawniczej na kampusie Affiliated Colleges Uniwersytetu Kalifornijskiego. Ishi był przedmiotem badań uniwersyteckich, pracował również jako woźny i mieszkał w muzeum przez większość pozostałych pięciu lat swojego życia.
W październiku 1911 Ishi, Sam Batwi, Thomas Talbot Waterman i A.L. Kroeber udali się do Orpheum Opera House w San Francisco, aby zobaczyć Lily Lenę (Alice Mary Ann Mathildę Archer), „londyńskiego słowika”, znaną ze zmian kostiumów. Lena dała Ishi kawałek gumy jako token.
13 maja 1914 Ishi, T. T. Waterman, AL Kroeber, dr Saxton Pope i Saxton Pope Jr. pojechali nocnym pociągiem Cascade Limited z Oakland Mole and Pier do Vina w Kalifornii. Wędrowali po Deer Creek w hrabstwie Tehama, badając teren i mapując go dla Uniwersytetu Kalifornijskiego. Uciekli 30 maja 1914 z powodu erupcji wulkanu Lassen Peak.
TT Waterman i Kroeber, dyrektor muzeum, przez lata dokładnie badali Ishi i przeprowadzali z nim obszerne wywiady, starając się zrekonstruować kulturę Yahi. Ishi opisał rodziny, wzorce nadawania imion i ceremonie, które znał. Wiele tradycji zostało już utraconych, gdy dorastał, ponieważ w jego grupie było niewielu starszych ocalałych. Identyfikował przedmioty materialne i pokazywał techniki, za pomocą których zostały wykonane.
W lutym 1915, podczas Międzynarodowej Wystawy Panama-Pacific, w lesie Sutro nakręcono film z udziałem Ishi i aktorki Grace Darling. Film powstał dla Hearst-Selig News Pictorial.
W czerwcu 1915 przez trzy miesiące Ishi mieszkał w Berkeley z antropologiem T.T. Watermanem i jego rodziną.
Latem 1915 Ishi udzielił wywiadu na temat swojego ojczystego języka Yana, który został nagrany i przestudiowany przez językoznawcę Edwarda Sapira, który wcześniej pracował nad północnymi dialektami. Dźwięk odzyskano dzięki technologii optycznej IRENE Carla Habera i Witalija Fadejewa.

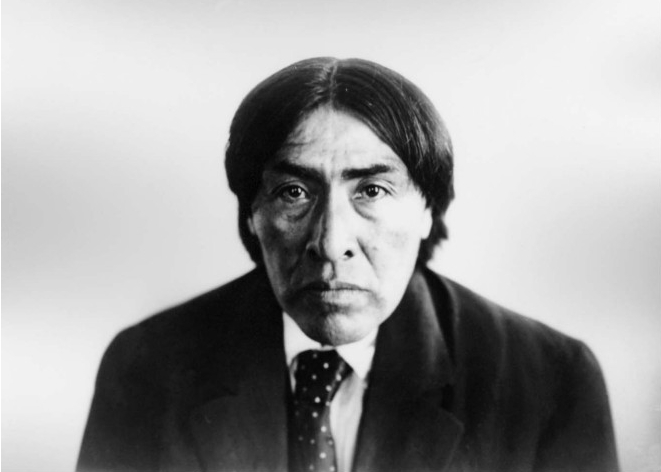
Ishi w 1912

Nie mając nabytej odporności na powszechne choroby, Ishi często chorował. Był leczony przez Saxtona T. Pope'a, profesora medycyny na Uniwersytecie Kalifornijskim. Pope zaprzyjaźnił się z Ishi i nauczył się od niego, jak robić łuki i strzały według wzorców plemiennych Yahi. Często razem polowali. Ishi zmarł na gruźlicę 25 marca 1916. Mówi się, że jego ostatnie słowa brzmiały: „Zostań. Ja idę”. Jego przyjaciele z uniwersytetu próbowali zapobiec sekcji zwłok Ishi, ponieważ tradycja Yahi wymagała, aby ciało pozostało nienaruszone. Jednak lekarze ze szkoły medycznej Uniwersytetu Kalifornijskiego nie uszanowali prośby. Mózg Ishiego pozostawiono, a jego ciało zostało poddane kremacji. Przyjaciele złożyli w nagrobku wraz z jego szczątkami „jeden z jego łuków, pięć strzał, kosz mąki żołędziowej, pudełko pełne pieniędzy z muszelek, torebkę tytoniu, trzy pierścienie i kilka płatków obsydianu”. Szczątki Ishi zostały pochowane na cmentarzu Mount Olivet w Colma niedaleko San Francisco. Kroeber umieścił zakonserwowany mózg Ishi w słoiku z ceramiki Pueblo owiniętym skórą jelenia i wysłał go do Smithsonian Institution w 1917. Był tam przetrzymywany do 10 sierpnia 2000, kiedy to Smithsonian oddał go potomkom plemion Redding Rancheria i Pit River. Było to zgodne z Ustawą Narodowego Muzeum Indian Amerykańskich z 1989. Według Roberta Fri, dyrektora Narodowego Muzeum Historii Naturalnej, „wbrew powszechnemu przekonaniu Ishi nie był ostatnim przedstawicielem swojego plemienia. Prowadząc proces zwrócenia szczątków, dowiedzieliśmy się, że jego najbliższy żyjący krewni to lud Yana z północnej Kalifornii. Jego szczątki wróciły z Colmy, a członkowie plemienia zamierzali pochować je w tajnym miejscu.
W 1999 antropolodzy z Uniwersytetu Kalifornijskiego w Berkeley napisali list, w którym przeprosili za traktowanie Ishiego.

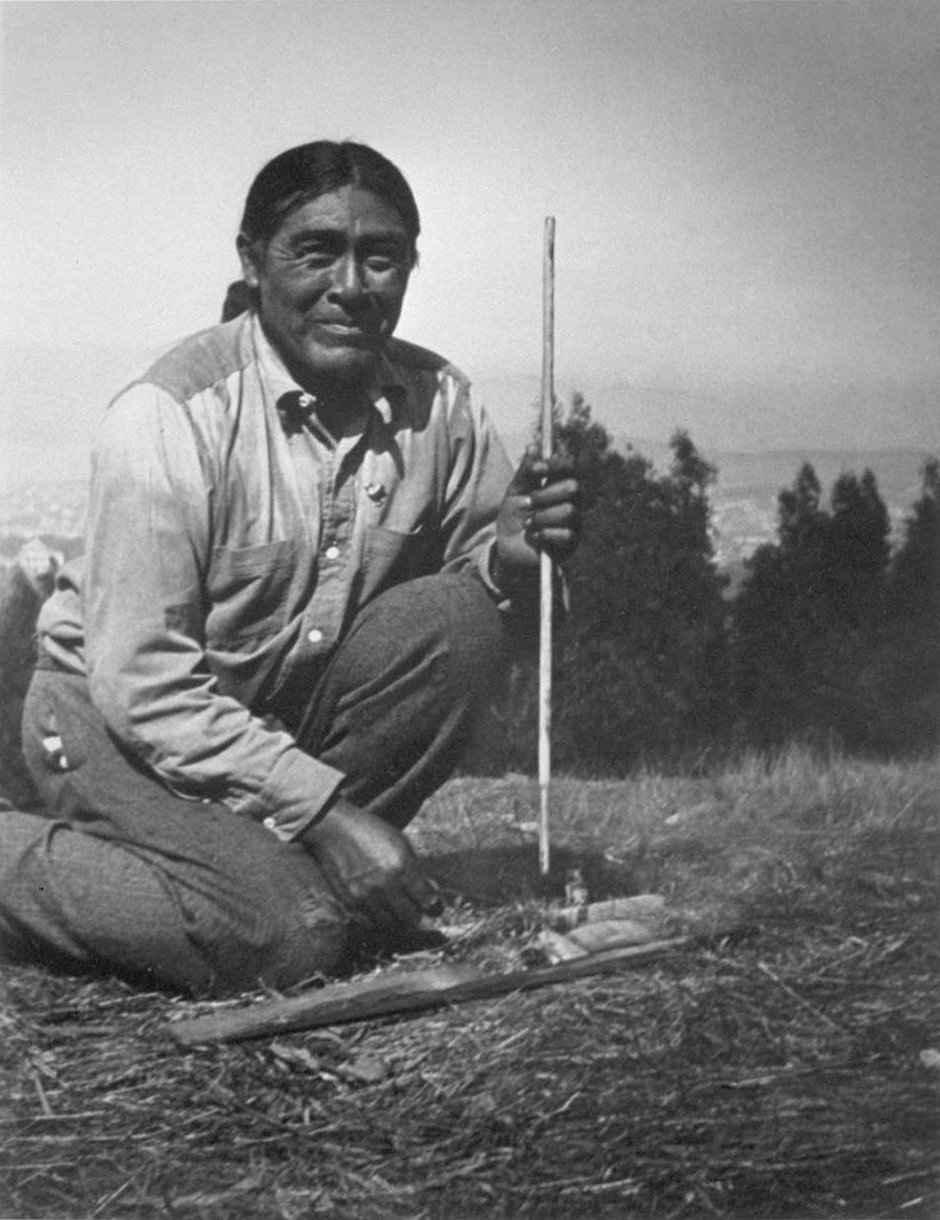
Ishi w 1914

## Dyskusja na temat pochodzenia
Jerald Johnson ustalił, że istnieją morfologiczne dowody na to, że rysy twarzy i wzrost Ishi były bardziej typowe dla plemion Wintu i Maidu. Teoretyzował, że pod presją zmniejszającej się populacji członkowie grup, które kiedyś były wrogami, zawierali mieszane małżeństwa, aby przetrwać. Johnson odniósł się również do historii mówionych Wintu i Maidu, które wspominały o małżeństwach plemion z Yahi. Teoria jest nadal dyskutowana i pozostaje nierozwiązana.
W 1996 Seven Shackley Uniwersytetu Kalifornijskiego ogłosił pracę opartą na badaniu grotów włoczni Ishi i plemion północnych. Odkrył, że groty wykonane przez Ishi nie były typowe dla tych, które znaleziono w historycznych siedzibach plemienia Yahi. Ponieważ groty Ishi były bardziej typowe dla plemion Nomlaki lub Wintu i znacznie różniły się od wyrobów Yahi, Shackley zasugerował, że Ishi miał mieszane pochodzenie, był spokrewniony z członkami innego plemienia i przez nich wychowany. Oparł swój wniosek na badaniu grotów wykonanych przez Ishiego w porównaniu z innymi w zbiorach muzeum, a pochodzącymi od plemion Yahi, Nomlaki i Wintu.
W produkcji grotów strzał Ishi wyróżniał się techniką nazwaną kijem Ishi. Ustalono, że jest to tradycyjna technika plemion Nomlaki i Wintu. Shackley sugerował, że Ishi nauczył się tej umiejętności bezpośrednio od męskiego krewnego jednego z tych plemion. Ludzie z tych plemion żyli w małych grupach, blisko Yahi. Historycznie byli konkurentami i wrogami Yahi.

## Podobne historie
Przypadek Ishiego został porównany do historii Ota Bengi, pigmeja Mbuti z Konga. Po śmierci rodziny został oderwany od domu i swojej kultury. Przez jakiś czas był eksponatem w ludzkim zoo. Ota zastrzelił się 20 marca 1916, pięć dni przed śmiercią Ishiego.

## Dziedzictwo i upamiętnienie
- pomnik The Last Yahi Indian, Oro Quincy Highway & Oak Avenue, Oroville, CA 95966[45][46]
- przez wytwórców grotów do strzał jest czczony jako prawdopodobnie jeden z dwóch ostatnich rodzimych wytwórców narzędzi kamiennych w Ameryce Północnej, a jego techniki są powszechnie naśladowane przez współczesnych wytwórców narzędzi kamiennych. Etnograficzne relacje o jego metodach pracy są uważane za kamień z Rosetty w dziedzinie produkcji narzędzi kamiennych[47].
- 148 nagrań Kroebera i Watermana (łącznie 5 godzin i 41 minut), na który Ishi mówi, śpiewa i opowiada historie w języku Yahi, Biblioteka Kongresu w 2010 umieściła je w National Recording Registry – to coroczny wybór nagrań, które są „ważne kulturowo, historycznie lub estetycznie”[48].
- pisarz i krytyk Gerald Vizenor poprowadził kampanię mającą na celu przemianowanie dziedzińca w Dwinelle Hall na Uniwersytecie Kalifornijskim w Berkeley na „Ishi Court”[49].
- na cześć Ishiego nazwano obszar dzikiej przyrody w północno-wschodniej Kalifornii, uważany za obszar zamieszkiwany przez przodków jego plemienia[50].
- Ishi Giant – wyjątkowo duża sekwoja odkryta przez przyrodnika Dwighta M. Willarda w 1993[51]
- wizerunek Ishiego znalazł się na płaskorzeźbie autorstwa Thomasa Marsha Called to Rise z 1990, zawierającej 20 paneli przedstawiających godnych uwagi mieszkańców i mieszanki San Francisco. Umieszczono ją na fasadzie 25-piętrowego wieżowca przy 235 Pine Street w San Francisco[49].

## W kulturze popularnej

### Filmy
- Ishi: The Last of His Tribe wyemitowany 20 grudnia 1978 w NBC[52][53].
- The Last of His Tribe (1992)[54][55].
- Ishi: The Last Yahi (1992) – film dokumentalny[56][57].
- In Search of History: Ishi, the Last of His Kind (1998) – telewizyjny film dokumentalny[58].

### Literatura
- Apperson Eva Marie Englent, We Knew Ishi, Red Bluff, Kalifornia: Walker Lithograph Co 1971 (synowa „Jednookiego” Jacka Appersona, który w 1908 roku splądrował wioskę Ishi)[59]
- Collins David R.; Bergren Kristen, Ishi: The Last of His People, Greensboro, Karolina Północna: Morgan Reynolds 2000. ISBN 978-1-883846-54-1. OCLC 43520986[60]
- Kroeber Theodora; Kroeber Karl, Ishi in Two Worlds: a biography of the last wild Indian in North America. Berkeley: University of California Press 2002. ISBN 978-0-520-22940-2[61]
- Ishi: Last of His Tribe, il. Ruth Robbins, Parnassus Press, Berkeley, Kalifornia 1964[62][63]
- Ishi the Last Yahi: A Documentary History, red. Roberta Heizera i Theodory Kroeber, 1981, zawiera dodatkowe materiały naukowe[27]
- Merton Thomas, Ishi Means Man, Greensboro, Karolina Północna: Unicorn Press 1976[64].

### Powieści
- Othmara Franza Langa, Meine Spur löscht der Fluss (1978) – powieść dla młodzieży w języku niemieckim[65]
- Lawrence Holcomb, The Last Yahi: A Novel About Ishi (2000)[66]

### Produkcje sceniczne
- Ishi (2008), sztuka napisana i wyreżyserowana przez Johna Fishera, była wystawiana w dniach 3–27 lipca 2008 w Theatre Rhinoceros w San Francisco. W recenzji w „San Francisco Chronicle” napisano, że sztuka ta „jest zaciekłym, dramatycznym aktem oskarżenia wobec najbrzydszej części historii Kalifornii”[67]

### Muzyka
- teledysk do Blue Train Lines, piosenki Mount Kimbie i King Krule[68]

### Komiks
- Osamu Tezuka, The story of Ishi the primitive man, 1975[69]